# Соломонов храм
Соломонов храм, познат и као Први храм, према Библији био је храм у Јерусалиму (хебр. בֵּית־הַמִּקְדָּשׁ:, Beit Ha-Miqdash) изграђен за вријеме краља Соломона, а довршен 957. године п. н. е. Храм је опљачкан, а затим уништен током опсаде Јерусалима 586/587. п. н. е. по наређењу вавилонског цара Набукодоносора II, који је такође наредио депортацију свих Јевреја у Вавилон. Уништење храма и депортацију сматрани су испуњењем пророчанства и ојачали су јудејска религијска увјерења.
Танах (Стари завјет) описује како је Соломонов отац, Давид, велики краљ ратник ујединио израелитска племена, заузео Јерусалим и донио у град израелски средишњи артефакт, Завјетни ковчег. Давид је изабрао гору Моријах у Јерусалима за мјесту будућег храма у коме ће се налазити Ковчег, данас познату као Храмовна гора. Међутим, Бог му није дозволио да гради храм, јер је „пролио много крви”. Умјесто њега, храм је саградио његов син Соломон, познато по томе што је био амбициозни градитељ јавних здања. Смјестио је Ковчег у Светињу над светињама, најдубљу собу без прозора и најсветији дио Храма. У Светињи над светињама, почивало је Божје присуство. Само је првосвештенику било дозвољено да уђе у просторију, једном годишње на Дан помирења, носећи крв жртвеног јагњета и палећи тамјан.
Према Библији, Храм није служио само као религијског здање, него и као мјесто окупљања Израелаца. Јеврејима који су депортовани након вавилонског освајања на крају је било дозвољено да се врате и обнове храм — познат као Други храм. Али у грађевини више није било Ковчега, јер је нестао.
Научници сумњају у истинитост библијског извјештаја јер није пронађен ниједан доказ о постојању Соломоновог храма, а храм се не помиње у ванбиблијским извјештајима. Артефакти који наводно доказују постојање Соломоновог храма — нар од слоноваче и камена плоча из 9. вијек п. н. е. — испоставило се да су лажни.  Многи научници вјерују да се натпис на керамичкој крхотини познат као Остракон 18, написан око 600. п. н. е. односи на Јерусалимски храм. Ако је то случај, то би била једина пронађена ванбиблијска потврда постојања Храма.

### Књиге
- De Vaux, Roland (1961).  John McHugh, ур. Ancient Israel: Its Life and Institutions. NY: McGraw-Hill.
- Lundquist, John M. (2008). The Temple of Jerusalem: Past, Present, and Future. Greenwood Publishing Group. стр. 45—. ISBN 978-0-275-98339-0.
- Dever, William G. (2005). Did God Have a Wife?: Archaeology and Folk Religion in Ancient Israel. Wm. B. Eerdmans. ISBN 978-0-8028-2852-1. Приступљено 7. 2. 2016.
- Dever, William G. (10. 5. 2001). What Did the Biblical Writers Know and When Did They Know It?: What Archeology Can Tell Us About the Reality of Ancient Israel. Wm. B. Eerdmans Publishing. ISBN 978-0-8028-2126-3.
- King, Philip J.; Stager, Lawrence E. (1. 1. 2001). Life in Biblical Israel. Westminster John Knox Press. ISBN 978-0-664-22148-5.
- Finkelstein, Israel; Silberman, Neil Asher (6. 3. 2002). The Bible Unearthed: Archaeology's New Vision of Ancient Israel and the Origin of Sacred Texts. Simon and Schuster. ISBN 978-0-7432-2338-6.
- Tetley, M. Christine (2005). The Reconstructed Chronology of the Divided Kingdom. Eisenbrauns. стр. 105—. ISBN 978-1-57506-072-9.
- Kalimi, I. (2018). Writing and Rewriting the Story of Solomon in Ancient Israel. Cambridge University Press. ISBN 978-1-108-47126-8. Приступљено 7. 12. 2020.
- Mendels, D. (1987). The Land of Israel as a Political Concept in Hasmonean Literature: Recourse to History in Second Century B.C. Claims to the Holy Land. Texte und Studien zum antiken Judentum. J.C.B. Mohr. ISBN 978-3-16-145147-8. Приступљено 7. 12. 2020.
- Brand, Chad; Mitchell, Eric (новембар 2015). Holman Illustrated Bible Dictionary. B&H Publishing Group. стр. 622—. ISBN 978-0-8054-9935-3.
- Van Keulen, P. S. F. (2005). Two Versions Of The Solomon Narrative: An Inquiry Into The Relationship Between MT 1kgs. 2-11 And LXX 3 Reg. 2-11. BRILL. стр. 183—. ISBN 90-04-13895-1.
- Alter, Robert (18. 12. 2018). The Hebrew Bible: A Translation with Commentary (Vol. Three-Volume Set). W. W. Norton. стр. 1087—. ISBN 978-0-393-29250-3.

### Чланци из часописа
- Garfinkel, Yosef; Mumcuoglu, Madeleine (2019). „The Temple of Solomon in Iron Age Context”. Religions. 10 (3): 198. ISSN 2077-1444. doi:10.3390/rel10030198 .
- Schwarzer, Mitchell (1. 12. 2001). „The Architecture of Talmud”. Journal of the Society of Architectural Historians. 60 (4): 474—487. ISSN 0037-9808. JSTOR 991731. doi:10.2307/991731. Приступљено 29. 11. 2020.
- Jonker, Louis (6. 1. 1990). „The Chronicler's portrayal of Solomon as the King of Peace within the context of the international peace discourses of the Persian era”. Old Testament Essays. 21 (3): 653—669. ISSN 1010-9919. Приступљено 29. 11. 2020.

### Остало
- Draper, Robert (децембар 2010). „Kings of Controversy”. National Geographic: 66—91. ISSN 0027-9358. Архивирано из оригинала 07. 02. 2018. г. Приступљено 18. 12. 2010.
- Finkelstein, Israel; Neil Asher Silberman (2006). David and Solomon: In Search of the Bible's Sacred Kings and the Roots of the Western Tradition. Free Press. ISBN 978-0-7432-4362-9.
- Finkelstein, Israel; Neil Asher Silberman (2001). The Bible Unearthed: Archaeology's New Vision. Free Press.
- Glueck, Nelson (фебруар 1944). „On the Trail of King Solomon's Mines”. National Geographic. 85 (2): 233—56. ISSN 0027-9358.
- Goldman, Bernard (1966). The Sacred Portal: a primary symbol in ancient Judaic art. Detroit: Wayne State University Press. „It has a detailed account and treatment of Solomon's Temple and its significance.”
- Hamblin, William; David Seely (2007). Solomon's Temple: Myth and History. Thames and Hudson. ISBN 978-0-500-25133-1.
- Mazar, Benjamin (1975). The Mountain of the Lord. NY: Doubleday. ISBN 978-0-385-04843-9.
- Young, Mike. „Temple Measurements and Photo recreations”. Архивирано из оригинала 07. 08. 2010. г. Приступљено 01. 01. 2021.
- Stefon, Matt (30. 4. 2020). „Solomon”. Encyclopedia Britannica. Приступљено 29. 11. 2020.
- „Holy of Holies”. Encyclopedia Britannica. Приступљено 29. 11. 2020.
- „Temple of Jerusalem”. Encyclopedia Britannica. 17. 9. 2020. Приступљено 29. 11. 2020.
- Pruitt, Sarah (10. 1. 2014). „Fate of the Lost Ark Revealed?”. HISTORY. Приступљено 29. 11. 2020.
- Lovett, Richard A.; Hoffman, Scot (21. 1. 2017). „Ark of the Covenant”. National Geographic. Приступљено 29. 11. 2020.
- Shabi, Rachel (20. 1. 2005). „Faking it”. the Guardian. Приступљено 29. 11. 2020.

- This article incorporates text from a publication now in the public domain: Easton, Matthew George (1897). „Temple, Solomon's”. Easton's Bible Dictionary (New and revised изд.). T. Nelson and Sons.
- Овај чланак садржи текст из публикације које је сада у јавном власништву: „Temple of Solomon”. Jewish Encyclopedia. 1901—1906.